# تهاجم نظامی
تجاوز نظامی یا تهاجم نظامی یک حمله نظامی است که در آن بخش‌های بزرگی از جنگجویان یک نهاد ژئوپولیتیک به شدت به قلمروی متعلق به یکی دیگر از نهادها وارد می‌شوند، عموماً با هدف تسخیر، آزادسازی یا بازسازی کنترل و اقتدار در یک منطقه، مجبور کردن کشور به تقسیم، تغییر حکومت یا کسب امتیاز از یک دولت، یا ترکیبی از آنها. تهاجم نظامی می‌تواند علت آغاز یک جنگ باشد، بخشی از یک استراتژی بزرگتر برای پایان دادن به جنگ باشد، یا به خودی خود یک جنگ تمام عیار باشد.

## تاریخ
شواهد باستان‌شناسی نشان می‌دهد که تهاجم گسترده نظامی از دوران پیشاتاریخ وجود داشته‌است. در دوران قدیم، قبل از روج ارتباطات رادیویی و حمل و نقل سریع، تنها راه برای اطمینان از تقویت مناسب ارتش، حرکت آنها در قالب یک نیروی عظیم بود که این امر موجب ایجاد تهاجم نظامی شد. تهاجم نظامی معمولاً همراه با تبادلات فرهنگی، گسترش مذهب، فلسفه و فناوری بوده‌است که بخش عمده ای از تاریخ جهان باستان را تشکیل می‌دهند.

## دفاع

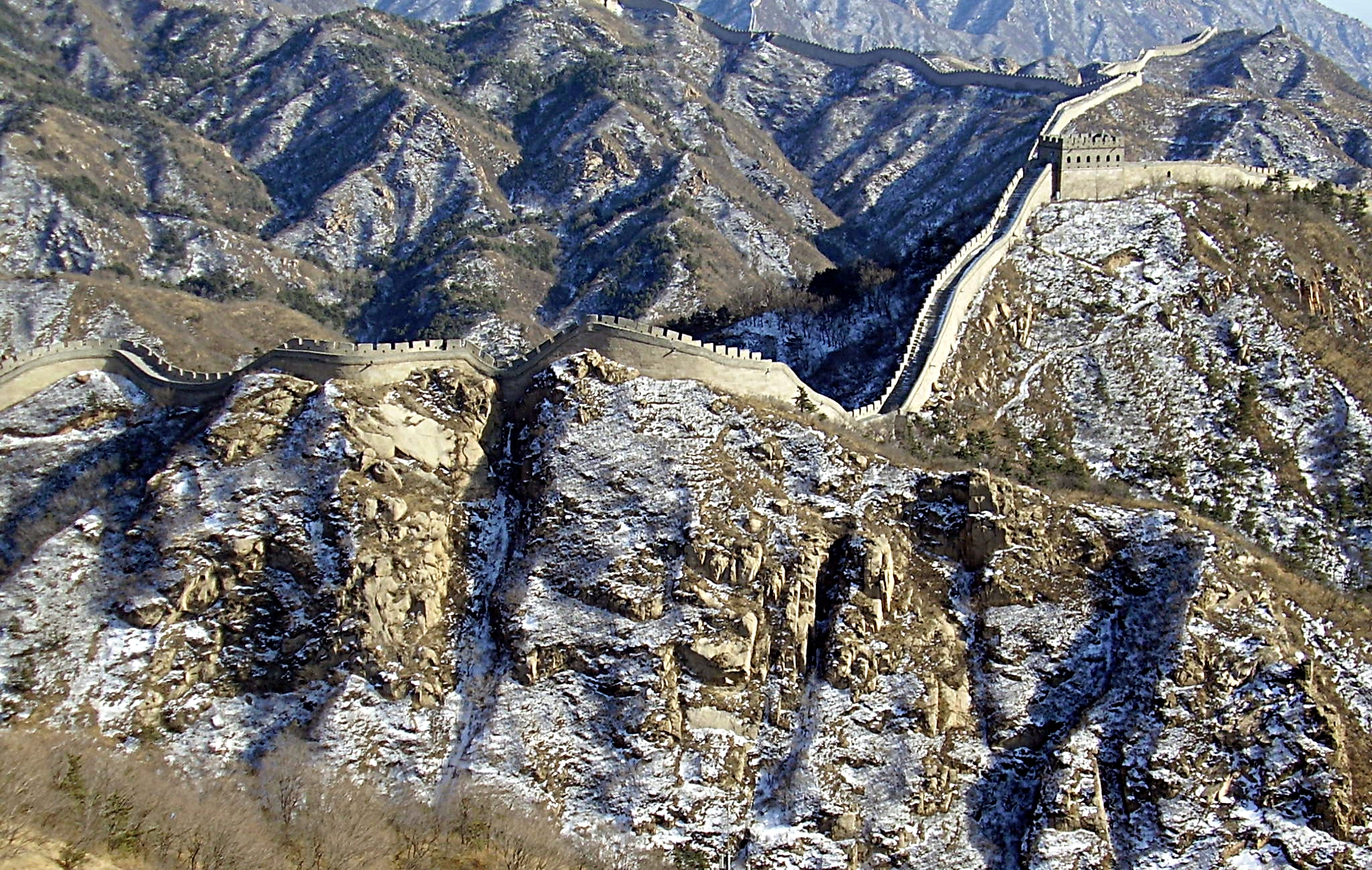
دیواری دفاعی (دیوار بزرگ چین)

سرزمینهایی با همسایگان بالقوه خصمانه به‌طور معمول اقدامات دفاعی برای تأخیر یا جلوگیری از تهاجم اتخاذ می‌کنند. علاوه بر بهره‌برداری از موانع جغرافیایی مانند رودخانه‌ها، باتلاق‌ها یا مناطق ناهموار، این اقدامات از لحاظ تاریخی شامل استحکامات هم می‌شده‌است. چنین دفاعی می‌تواند به‌طور فعالانه مانع از ورود نیروهای مهاجم به کشور با استفاده از یک مانع توسعه یافته و دفاع از خود شود؛ دیوار بزرگ چین، دیوار هادریان و Danewerk نمونه‌های معروف چنین استحکاماتی هستند. چنین موانعی همچنین شامل خطوط سنگر و در زمان‌های مدرن، میدان‌های مین، دوربین‌ها و سنسورهای حساس به حرکت می‌شوند. با این حال، این موانع نیاز به نیروی نظامی بزرگ برای دفاع، و همچنین حفظ تجهیزات و موقعیت‌ها دارد که می‌تواند یک بار اقتصادی اقتصادی در کشور تحمیل کند. بعضی تکنیک‌های مشابه نیز می‌توانند در برابر مدافعان مورد استفاده قرار گیرند، که برای جلوگیری از فرار یا تأمین مجدد آنها مورد استفاده قرار می‌گیرد. در طی عملیات گرسنگی، نیروهای متفقین از مین‌های هوایی استفاده می‌کردند تا به‌طور جدی عملیات لجستیکی ژاپن را در مرزهای خود مختل کنند.

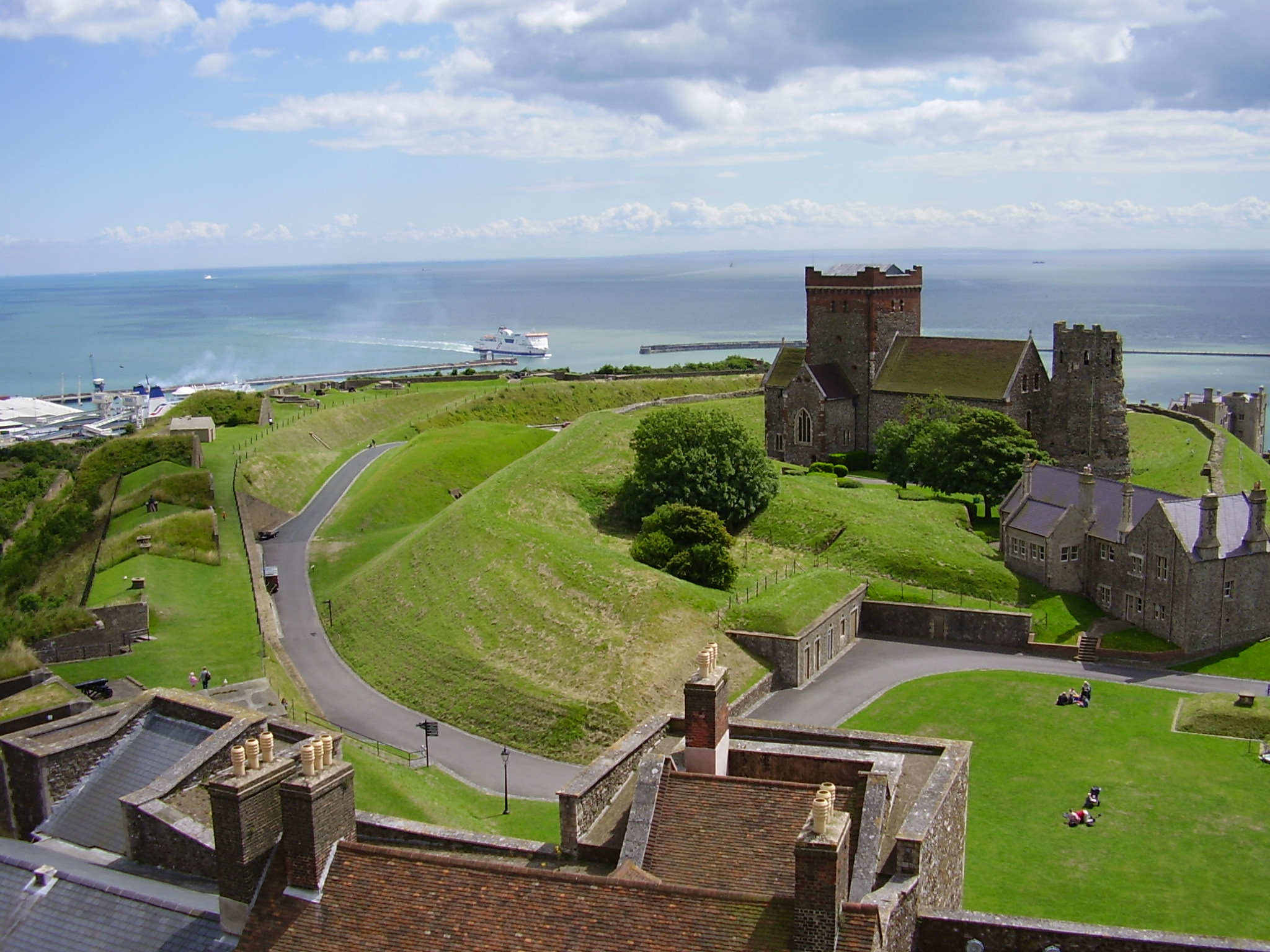
نمایش از قلعه دوور.

در عوض، استحکامات را می‌توان در یک سری از مکانها مانند قلعه یا دژ در نزدیکی مرز ساخت. این ساختارها به منظور کند کردن حمله دشمن طراحی می‌شوند تا بتوانند ارتش را به اندازه کافی برای دفاع یا در بعضی موارد ضد تهاجم، بسیج کنند؛ مانند مثال خط دفاعی ماژینو. ایده وجود فاصله بین استحکامات این است که مهاجمان نمی‌تواند به راحتی از این دفاع‌ها عبور کند و بنابراین باید به محاصره آنها مشغول شود.
کشورهای جزیره ای مانند انگلیس یا ژاپن و کشورهای قاره ای با سواحل وسیع مانند ایالات متحده از حضور نیروی دریایی برای جلوگیری از حمله به کشور خود استفاده می‌کنند.
در کشورهای بزرگ، نیروهای دفاعی می‌توانند با عقب نشنی در مناطق سرزمینی، نیروهای متخاصم را تضعیف و با ضد حمله آنها را سرکوب کنند. یکی از اثرات این تاکتیک این است که نیروی مهاجم خیلی پراکنده می‌شوند و کار برایشان دشوار می‌شود. این تاکتیک، گرچه پر هزینه است، به شوروی‌ها کمک کرد که پیشرفت آلمان را در استالینگراد متوقف کند. همچنین می‌تواند نیروی مهاجم را به بیش از حد از هم دور کند و امکان حرکات گازانبری را تقویت کند. این امر باعث شکست انگلیس در جنگ Cowpens در طول جنگ انقلاب آمریکا شد.

## مواد و روش‌ها
روش‌های مختلفی وجود دارد که ممکن است تهاجمی صورت گیرد، هر روش دارای استدلال‌هایی است که به نفع و علیه آنها است. این شامل حمله به سرزمین، دریا، یا هوا یا هر ترکیبی از این روش‌ها است.

### تهاجم زمینی
تهاجم بر سرزمین، ورود مستقیم نیروهای مسلح به یک منطقه از سمت مرز است.

### تهاجم دریایی
تهاجم دریایی، استفاده از یک دریا و مناطق آبی برای تسهیل ورود نیروهای مسلح به یک منطقه است، که اغلب زمین‌های زمین در مجاورت آب یا یک جزیره است.

### تهاجم هوایی

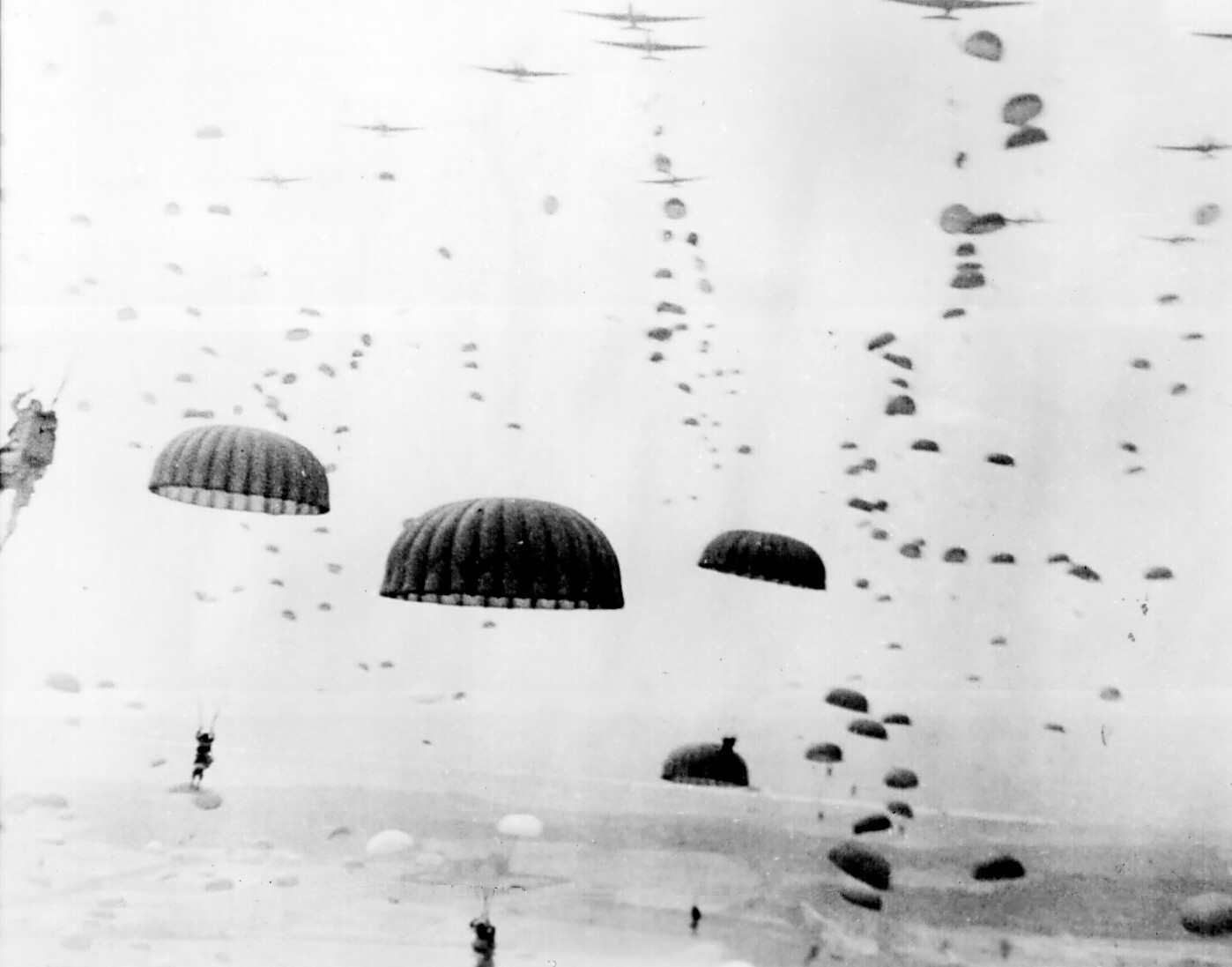
در سپتامبر ۱۹۴۴، در طی عملیات مارکت گاردن هزاران نفر از چتربازان فرود آمدند.

تهاجم هوایی از ابداعات قرن بیستم است. این ایده شامل ارسال واحدهای نظامی به یک قلمرو توسط هواگرد است. ا

### ایجاد آرامش

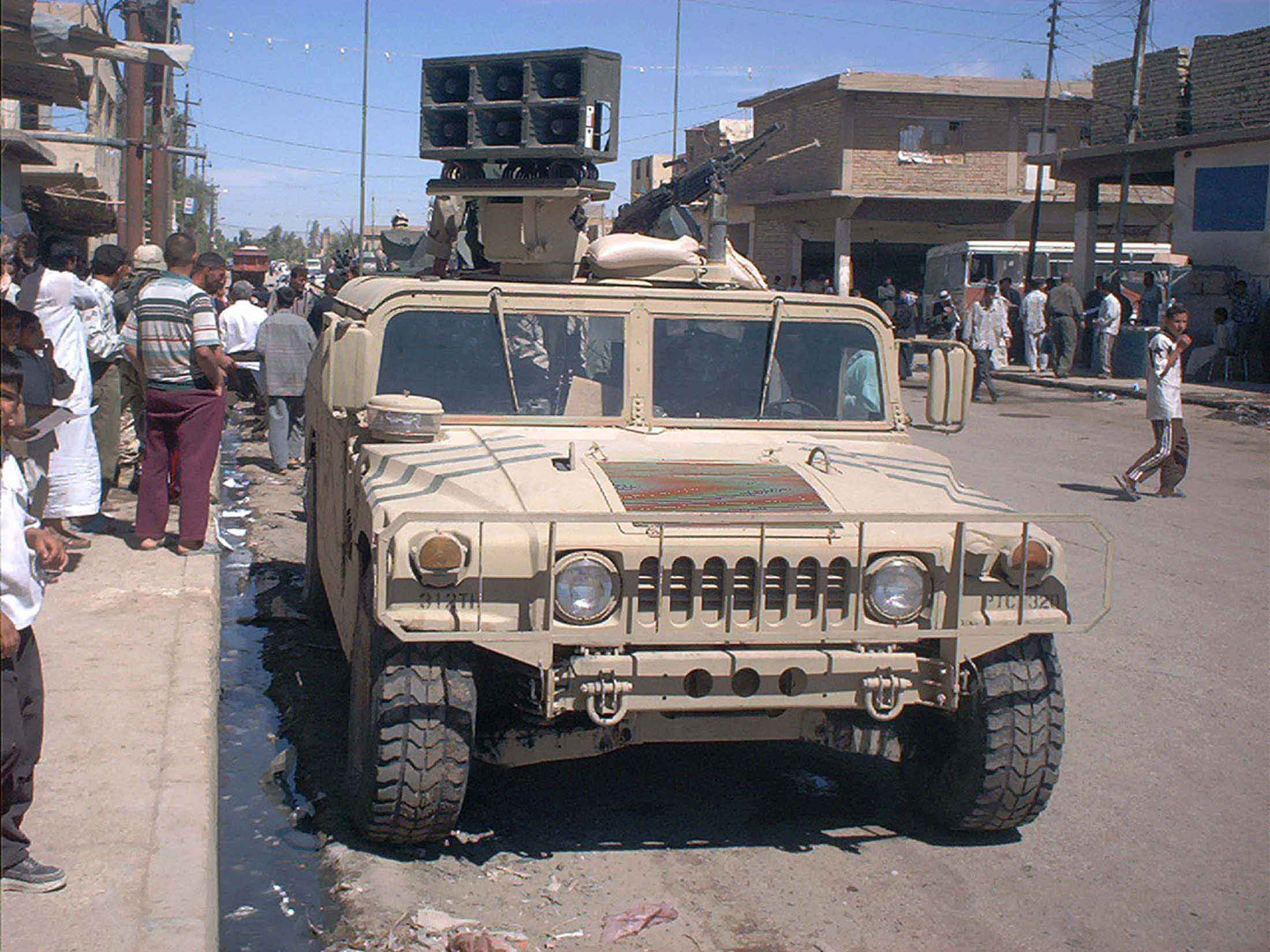
نیروهای ایالات متحده در ماه مه ۲۰۰۳ ، بروشورهای اطلاعاتی را در خیابان‌های کوت عراق پخش می‌کنند.

زمانی که مرزهای سیاسی و خطوط نظامی شکست خورده‌است، آرامش منطقه، آخرین و مهمترین هدف نیروی مهاجم است.
رسانه‌های تبلیغاتی مانند اعلامیه‌های کاغذی، کتاب‌ها و برنامه‌های رادیویی می‌تواند برای تشویق مبارزان به تسلیم شدن و جلوگیری از دسترسی دیگران به علت آنها مورد استفاده قرار گیرد.